# Pareiasauridae
De Pareiasauridae zijn een familie van uitgestorven primitieve reptielen uit de onderklasse Anapsida (ook wel als Parareptilia aangeduid). Pareisauriërs leefden gedurende het Perm en behoorden destijds tot de grootste landdieren.

## Ontwikkeling
De pareiasauriërs ontwikkelden zich in zuidelijk Afrika tijdens het Midden-Perm, waarna deze reptielen zich over het toenmalige supercontinent Pangaea verspreid hebben naar Europa en Azië. De sterke klimaatsveranderingen aan het einde van het Perm betekende het einde voor de pareiasauriërs.

## Uiterlijke kenmerken
De pareiasauriërs varieerden sterk in lengte: zo was Elginia slechts zestig centimeter lang, terwijl Scutosaurus en Pareiasaurus een lengte van circa drie meter en een gewicht van ongeveer zeshonderd kilogram konden bereiken en hiermee de grootste vertegenwoordigers waren van de vroege primitieve reptielen.
Pareiasauriërs waren zwaargebouwde herbivoren met stevige poten, brede voeten, een korte staart en een huid die bedekt was met harde beenplaten (osteoderm). De poten stonden bij latere vormen steeds rechter onder het lichaam, waardoor de pareiasauriërs beter aangepast raakten aan het afleggen van lange afstanden op zoek naar voedsel en water. De grote kop was versierd met opmerkelijke benige knobbels en kammen. De bladvormige tanden en grote rompinhoud (met zeer waarschijnlijk een uitgebreid verteringskanaal) maken goed duidelijk dat de pareiasauriërs ondanks hun afschrikwekkende uiterlijk in feite planteneters waren.

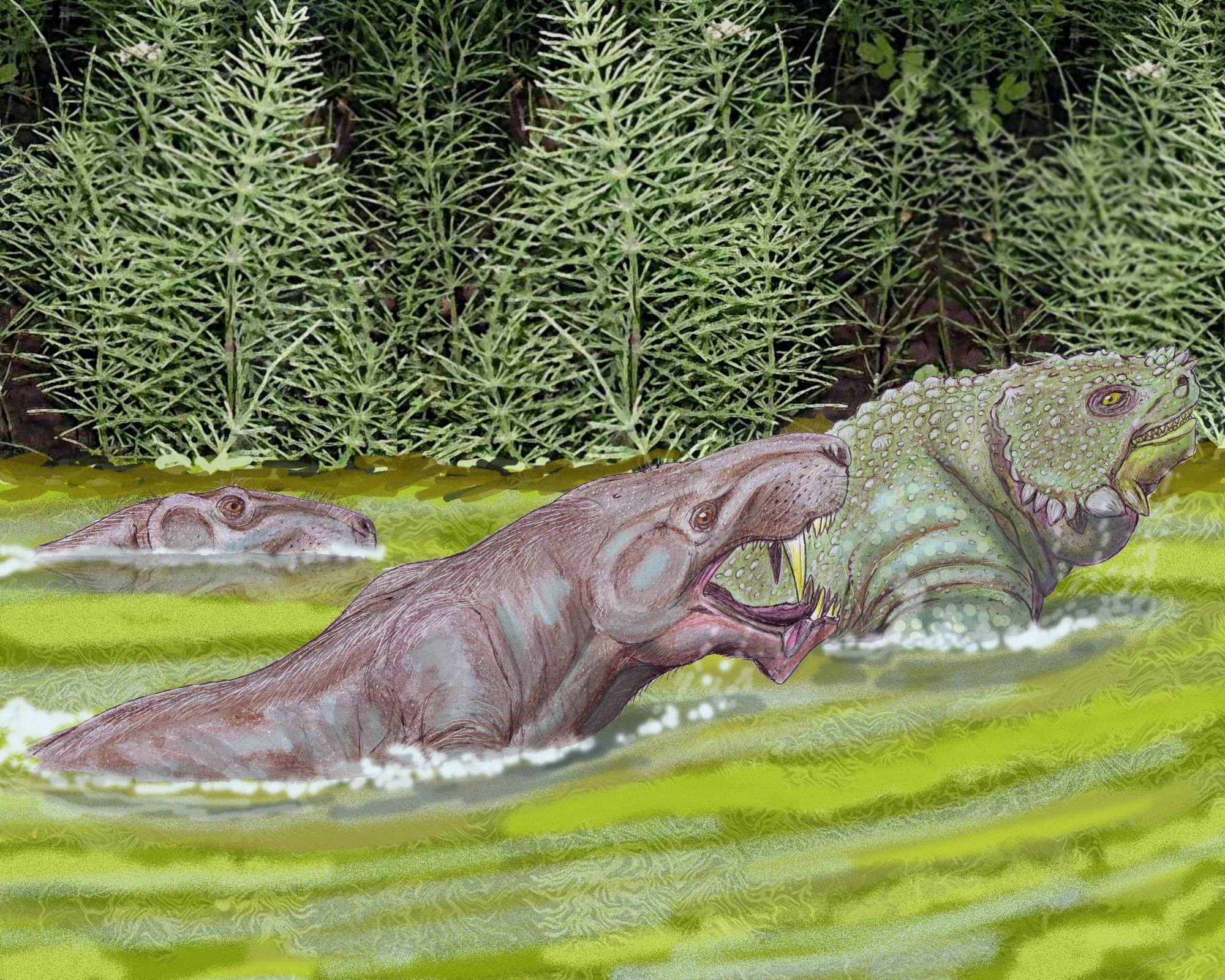
Scutosaurus wordt achtervolgd door Inostrancevia in het water.

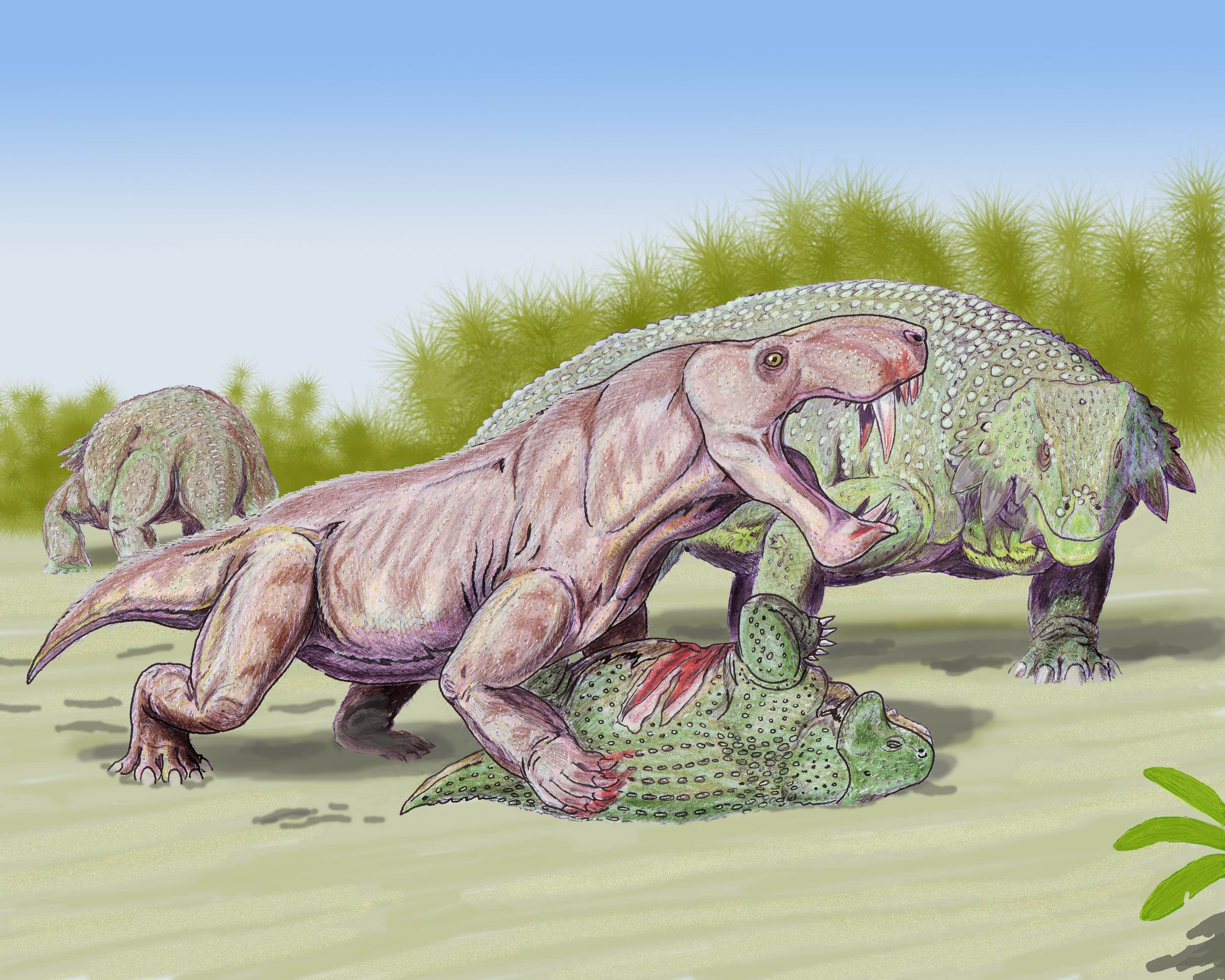
Een jonge Scutosaurus valt ten prooi aan een Inostrancevia.

Pareiasauriërs worden soms (Lee, 1997) beschouwd als de voorouders van de schildpadden, die eveneens tot de Anapsida behoren, met als argument de vergelijkbare schedel en de beenplaten die een voorstadium zouden zijn voor het schild. Op basis van diverse verschillen tussen de pareiasauriërs en de schildpadden, ondersteunen veel wetenschappers bovenstaande theorie echter niet.

## Vijanden
Hoewel de pareiasauriërs door hun dikwijls grote formaat en pantser van beenplaten weliswaar veilig waren voor aanvallen de meeste roofdieren, was er één groep van reptielen die zich zodanig aangepast had dat ze met succes de pareiasauriërs konden bejagen: de gorgonopsiërs (orde Therapsida). Hun grote hoektanden en flexibele kaakgewricht maakten het mogelijk om door de dikke pantsers van de pareiasauriërs te bijten en ze zo te doden.

## Genera
- Arganaceras
- Anthodon
- Bradysaurus
- Deltavjata

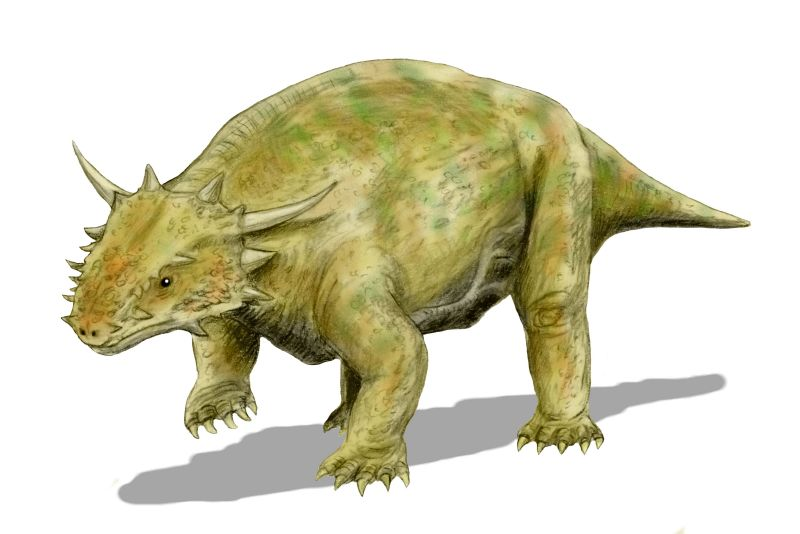
Elginia
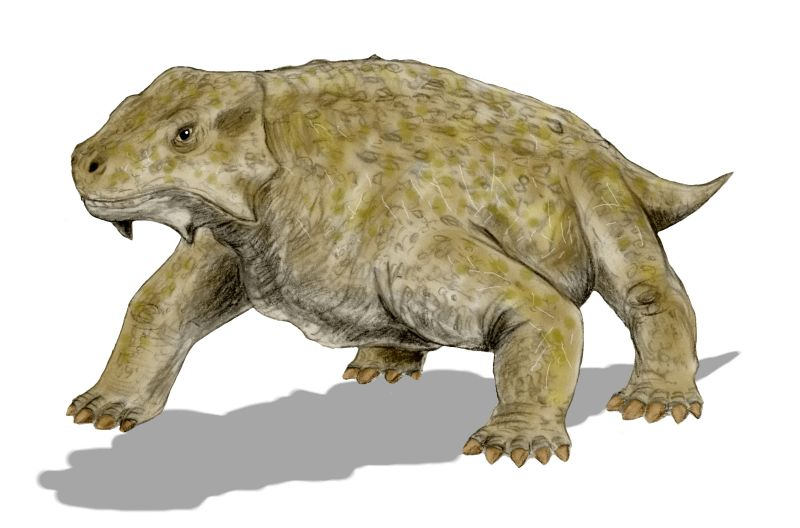
Bradysaurus

- Embrithosaurus
- Nanoparia
- Nochelesaurus
- Pareiasaurus
- Pareiasuchus
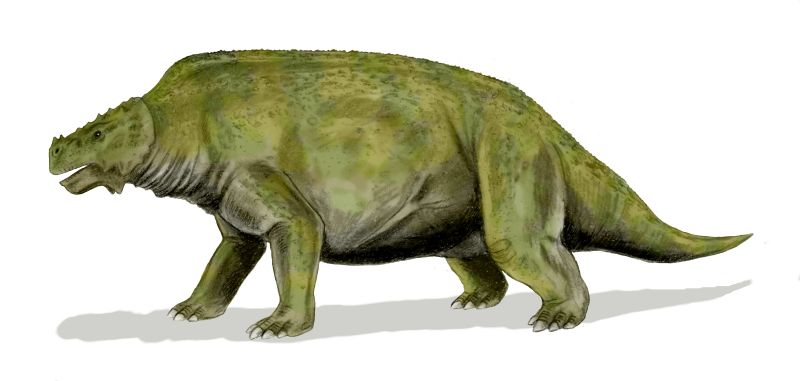
Scutosaurus
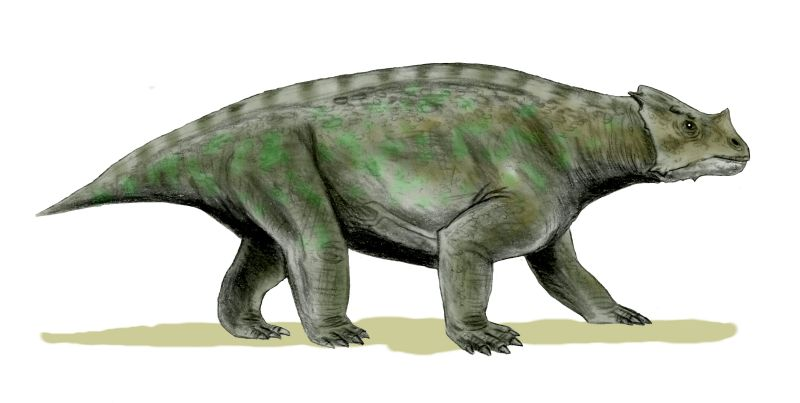
Arganaceras
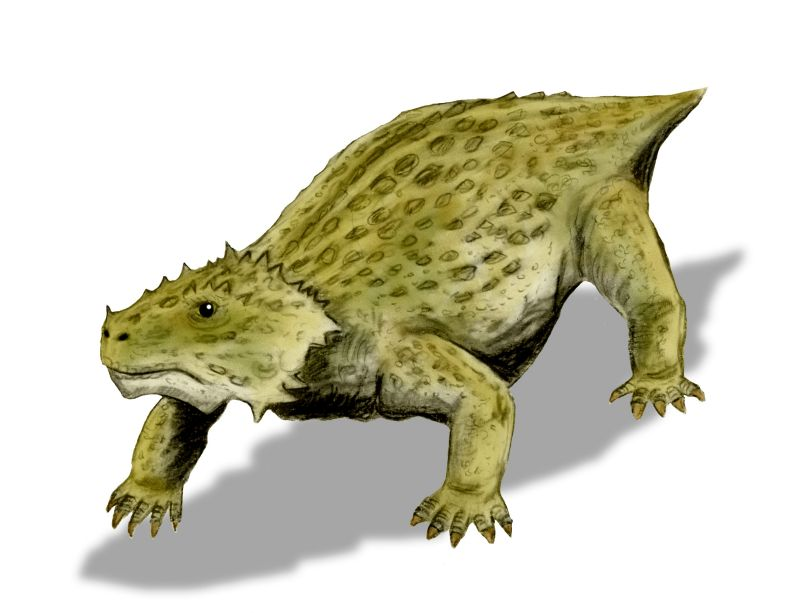
Nanopareia

- Elginia
- Bradysaurus
- Scutosaurus
- Arganaceras
- Nanopareia